# Herman van Houten
Herman Johan van Houten (Ittervoort, 13 juni 1906 - 27 oktober 1996) was een Nederlands nationaalsocialist.
Ir. H.J. van Houten (de naam waaronder hij de meeste bekendheid geniet) studeerde aan de Landbouwhogeschool te Wageningen. Hij was gehuwd met Rudolphine Johanna Enger, die tijdens de oorlog publiceerde over voornamen. In de jaren dertig publiceerde Van Houten zelf onder meer over landbouwkundige onderwerpen.
Hij was een der allereerste leden van de Nationaal-Socialistische Beweging (NSB) van Anton Mussert. Hij had het stamboeknummer 5, hetgeen inhoudt dat hij, na Mussert en diens tweede man Cornelis van Geelkerken, de vijfde persoon was die zich bij de NSB had aangesloten. In de jaren 1932-1933 was Van Houten de eerste propagandaleider van de NSB. Hij was de oudere broer van de bekende nationaalsocialistische uitgever Reinier van Houten.
De NSB deed slechts één keer mee aan de verkiezingen voor de Tweede Kamer: op 26 mei 1937. Onder de leus Mussert of Moskou trok de NSB op. Inspelend op de angst voor het extremisme van links poogde zij haar leider Mussert te afficheren als het bolwerk tegen het bolsjewistische gevaar. De bedenker van deze, later zo bekend geworden verkiezingsslogan, was Herman van Houten.
In dezelfde periode manifesteerde Van Houten zich als een fanatiek heemkundige, zo was hij actief in Der Vaderen Erfdeel. Hij geloofde in de absolute noodzaak van de triomf van het rassendenken. In 1941 was hij enige tijd hoofdredacteur van Hamer. Ook in dat jaar verscheen de uitgave Zinnebeelden in Nederland (uitgegeven door zijn broer bij Uitgeverij Hamer), waarvan Van Houten medeauteur was. Vanaf 1941 was hij werkzaam als raadadviseur van het departement van Opvoeding, Wetenschap en Cultuurbescherming en werkte hij als ambtenaar op het Bureau Volkskultuur en Volksontwikkeling.
In 1949 werd hij door de raad van beroep voor de perszuivering veroordeeld tot een publicatieverbod van zeven jaar. Eerder was twintig jaar geëist.
Later vestigde hij zich met zijn gezin in Venezuela, waar hij was verbonden aan de agronomische faculteit van de Universidad del Zulia. Zijn vrouw werkte er als bibliothecaris aan de universiteit. Vervolgens woonde hij, evenals zijn kinderen, in de Verenigde Staten, waar hij op 27 oktober 1996 overleed. Zijn echtgenote overleed in juni 1982.

## Publicaties (selectie)
- W.F. van Heemskerk Dücker & H.J. van Houten: Zinnebeelden in Nederland. Den Haag, Hamer, 1941 (2e dr. 1942)
- H.J. van Houten: Boer en volk. Utrecht, Nederlandsche Nationaal Socialistische Uitgeverij (NENASU), 1940
- H.J. van Houten: Het einde der democratie. De nationale concentratie van de angst en het kwade geweten. Utrecht, N.E.N.A.S.U., 1935
- H.J. van Houten: Nationaal-socialisme en landbouw. Utrecht, Nederlandsche Nationaal Socialistische Uitgeverij, 1934

 Portaal: Fascisme en nationaalsocialisme in Nederland · Fascisme · Nationaalsocialisme